# Naučná stezka Zbyslavice – Dolní Louky
Naučná stezka Zbyslavice – Dolní Louky, nazývaná také naučná stezka Dolní Louky, je krátká okružní naučná stezka na území vesnice Zbyslavice v okrese Ostrava-město. Nachází se také v pohoří Vítkovská vrchovina v Moravskoslezském kraji a v Horním Slezsku.

## Historie a popis
Naučná stezka Zbyslavice – Dolní Louky má počátek i konec v soustavě rybníků v údolí řeky Seziny u Zbyslavic. Trasa je nenáročná, má nulové převýšení, délku asi 1 km. Byla slavnostně otevřena v září 2016. Je zaměřena na ekologi a místní přírodu (především na rostliny a živočichy, včetně těch, které jsou zákonem chráněny). Naučnou stezku postavila obec Zbyslavice ve spolupráci s místní základní školou a s finanční podporou Moravskoslezského kraje v rámci programu Škola pro udržitelný život.

### Informační panely
Naučná stezka má 12 zastávek s informačními panely:
1. Úvod
2. Ekosystémy
3. Obojživelníci
4. Bezobratlí
5. Lužní les a řeka
6. Ryby
7. Byliny
8. Byliny
9. Dřeviny
10. Smíšený les
11. Ptáci
12. Savci

## Další informace
Naučná stezka je celoročně volně přístupná. Ve Zbyslavicích jsou také další naučné stezky Naučná stezka stromů Zbyslavice a Naučná stezka pro nejmenší Zbyslavice.